# Мутовки (Ярославская область)
Мутовки — деревня в Ярославском районе Ярославской области. Входит в состав Туношенского сельского поселения.

## География
Находится в восточной части Ярославской области на расстоянии приблизительно 22 км на юго-восток по прямой от станции Ярославль.

## История
В 1859 году здесь (деревня Ярославского уезда Ярославской губернии) было учтено 10 дворов, в 1898 — 11.

## Население
Численность населения: 44 человека (1859 год), 4 (русские 100 %) в 2002 году, 6 в 2010.